# Шапиро, Лазарь Вульфович
Ла́зарь Ву́льфович Шапи́ро (7 мая 1928, Червень — 24 июля 2006, Тель-Авив) — русский детский писатель.

## Биография
Лазарь Вульфович Шапиро родился 7 мая 1928 года в городе Червень, в Белоруссии.
Отец Лазаря был специалистом по лесу и с 1930-х годов их семья жила в Карелии, в Петрозаводске.
В 1952 году окончил ПетрГУ. В 1952 году был направлен на работу в школу в селе Ведлозеро, где директором работал Урхо Руханен, с которым в дальнейшем они сдружились.
Женился на Фаине Семёновне Шапиро (в девичестве — Шапиро). 
7 января 1957 года в семье Лазаря Шапиро родились Татьяна и Ольга. Ольга Лазаревна Шапиро стала писателем-сказочником, её книга «Волшебный зонтик» была издана в Тель-Авиве в 2000 году. 3 сентября 1979 года Ольга в тяжёлом состоянии ушла из дома и не вернулась. Татьяна Лазаревна стала детским писателем, является членом Союза русскоязычных писателей Израиля.
Лазарь Вульфович также дружил с карельским писателем Дмитрием Яковлевичем Гусаровым.
С 1993 года жил в Израиле. Долго болел, в последние годы ослеп. Умер 24 июля 2006 года в Тель-Авиве.

## Творчество
Важной и часто используемой литературной формой в творчестве Лазаря Вульфовича были притчи.
В карельском издательстве с 1961 по 1970 годы вышли семь его книг для детей:
- «Мальчик с фонариком», 1960[7];
- «Мои знакомые», 1961[7];
- «Хорошо, Илмари!», 1962[7];
- «Так оно и было», 1963[7];
- «Доброе утро», 1967;
- «Строгий учитель», 1968;
- «Про меня и про всех», 1970.

Добрые герои детских книг Лазаря Вульфовича умеют не только сочувствовать чужому горю, но и сорадоваться чужому успеху, см. рассказ «Кто молодец?».
В 1963 году в статье «Мальчики с фонариками» И. П. Лупанова писала, что книги Л. В. Шапиро, В. М. Данилова, Э. Г. Савельевой «высветлены доброй мыслью». Е. И. Маркова продолжает эту мысль, отмечая, что «добрая» литература 1960—1970-х годов «работает не по принципу свой / чужой, а по принципу свой + свой». Поэтому незнакомец быстро становится своим (рассказ «Необыкновенная экскурсия»), учительница объявляется родственницей («Брусничное варенье»). В литературе для юношества такой подход не работает, не каждый оказывается близким и другом («Короткая память», «Мой беспокойный друг», «Строгий учитель»).
К книгам для взрослых Иосиф Гин относит: «Мои знакомые», «Так оно и было», «Строгий учитель».
Тексты книг Лазаря Вульфовича используют при обучении иностранцев русскому языку.